# غراهام فنتون
غراهام فنتون (بالإنجليزية: Graham Fenton) (22 مايو 1974 في المملكة المتحدة - ) هو لاعب كرة قدم بريطاني في مركز الوسط. شارك مع منتخب إنجلترا تحت 21 سنة لكرة القدم. أما مع النوادي، فقد لعب مع أستون فيلا وبلاكبيرن روفرز وستوك سيتي وليستر سيتي ونادي بلاكبول ونادي سانت ميرين ونادي والسول ووست بروميتش ألبيون ونادي بليث سبارتانز ونادي شيلدز الشمالية ‏ ودارلينجتون إف سى.

## وصلات خارجية
- غراهام فنتون على موقع قاعدة بيانات كرة القدم.إي يو (الإنجليزية)
- غراهام فنتون على موقع Soccerbase.com (لاعب) (الإنجليزية)
- غراهام فنتون على موقع عالم كرة القدم.نت (الإنجليزية)